# Lo cant de les muntanyes
El cant de les muntanyes (en castellano: El Canto de las Montañas), cuyo título preliminar era La veu de les muntanyes (La voz de las montañas) es un poema sinfónico compuesto en 1877 por Felipe Pedrell. Comenzó a componerlo nada más llegar a París, entre el 12 y el 18 de julio, según su relato autobiográfico.

## Contexto
Según relata el autor en su autobiografía: 
II . a) L' aplech. Los cors plens d'alegria... pujem, pujem, ninetas, pujem á Montserrat. (L'aplec. Los coros llenos de alegría, subamos, subamos, muchachas, subamos a Montserrat.)
b) Pregaria. ... La Verge pía muntar fins á sos péus me permitía de las cristianas oracions en alas. (Plegaria. La Virgen pía, subir hasta sus pies me permitía de las oraciones cristianas en alas.)
III.  La festa (cansons y dansas) ... en mitj dels arbres los concerts s'auzian tot era bell y dols, lo sol en púrpura, la terra en flor ...  (La fiesta (canciones y danzas). En medio de los árboles los conciertos surgían, todo era bello y dulce, el sol púrpura, la tierra en flor.)
Del estreno de La veu de les muntanyes se desconoce si recibió una buena acogida o no debido a la polémica que se suscitó durante las audiciones de los premios en los que se presentó. Del jurado que calificó las composiciones solo una de las cinco personas defendió la obra. Posteriormente recibiría una rehabilitación completa (compensación).
Pedrell se inspira en el contenido literario de los poemas sinfónicos de Liszt, en este caso, en Lo que se escucha en la montaña (Ce qu'on entend sur la montagne) de 1848.

## Estructura
1. Preludi - Albada
2. L’aplec - Pregaria
3. La festa (cançons i danses)

Tiene una duración aproximada de 23 minutos.

## Discografía
- Albes & Danses. Música simfònica de la Renaixença. Orquesta Sinfónica de Barcelona y Nacional de Cataluña. Dir. Jaime Martín (2014) Tritó.